# Ройте (Форарльберг)
Ройте (нім. Reuthe) —  містечко та громада округу Брегенц в землі Форарльберг, Австрія. Ройте лежить на висоті 650 м над рівнем моря і займає площу 10,24 км². Громада налічує 611 мешканців. Густота населення 60/км².  
Громада лежить в районі, який носить назву Брегенцький ліс (нім. Bregenzerwald). Вона лежить на південний схід від Боденського озера. Населення Форальбергу розмовляє алеманським діалектом німецької мови, а тому ближче до швейцарців, ніж до населення більшої частини Австрії, яке розмовляє баварсько-австрійським діалектом. Основною індустрією Форальбергу є спортивний туризм, і кожен населений пункт має розвинуту інфраструктуру: транспорт, готелі тощо. 
|                                |
| Ройте на мапі округу та землі. |

Адреса управління громади: Vorderreuthe 139, 6870 Reuthe. 

## Демографія
Історична динаміка населення міста за даними сайту Statistik Austria